# Debut (비요크의 음반)
“Debut”는 아이슬란드의 음악가 비요크가 정식 솔로 가수로서 발매한 첫 번째 정규 음반이다. 1993년 7월 5일 발매되었다.

## 배경
아이슬란드의 얼터너티브 록 그룹 슈가큐브스에서 보컬이자 프론트우먼으로 활동하던 비요크는 레이블 배드 테이스트의 아우스뮌뒤르 욘손과 원 리틀 인디언 레코드의 데릭 버켓을 자신의 노래가 담긴 데모 카세트를 들고 찾아갔다. 데모에는 ‘The Anchor Song’과 ‘Aeroplane’을 포함하여 “Debut”에 수록된 노래의 여러 가지 버전이 담겨 있었다. 슈가큐브스가 활동 중단 상태에 들어간 뒤 비요크는 영국의 런던으로 이주하고 버켓과 함께 “Debut”에 관한 세부적인 부분을 다듬었다. 슈가큐브스의 음악은 비요크의 음악 취향과 맞지 않았고, 1980년대 후반부터 1990년대 초까지 런던에서의 언더그라운드 클럽 문화와 접촉하면서 음악적인 정체성을 찾는데 도움을 주었다. 비요크는 타임과의 인터뷰에서 "저는 음악을 좋아하는 사람으로서 제 심장이 뛰는 곳을 따라가야 했고, 제 심장은 영국에서 일어나고 있는 그 박동과 일치하였습니다. 나이가 들면서 제가 점점 더 이해하게 되는 건 케이트 부시 등이 하였던 음악이 저에게 큰 영향을 끼쳤다는 사실입니다. 브라이언 이노나 애시드, 전자 음악 비트, 워프 같은 레코드 말이죠"라고 언급하였다.
비요크는 “Debut”에 수록할 노래의 절반을 이미 모두 만들어놓았으나 한 곡도 녹음을 하지 않았다. 그중에는 청소년 시기에 만들었던 ‘Human Behaviour’를 포함하여 대부분의 작품은 런던으로 이사를 오기 몇 년 전에 완성한 작품이었다. 이 노래들에 대해 비요크는 "저는 펑크 밴드에 몸을 담그고 있었지만, 그 노래들은 펑크가 아니었어요"라고 답하였다. 프로듀서가 없는 상태에서 비요크는 808 스테이트의 멤버인 그레이엄 매시와 함께 맨체스터에 위치한 친구의 집에서 노래를 작곡하였고, 후에 나올 음반에 실리는 ‘Army of Me’나 ‘The Modern Things’같은 곡도 만들었다.
비요크는 매시와 함께 전자 음악 장르의 노래를 만들면서 재즈 프로듀서와 함께 작업을 해야겠다는 욕구를 키워나갔다. 슈가큐브스와 함께 일하였던 폴 폭스는 재즈 하프 연주자인 코키 헤일을 소개해주었다. 헤일은 본래 비요크와의 협업을 거절하려하였으나 슈가큐브스를 좋아하였던 의붓아들이 작업을 고집하면서 생각을 바꾸었다. 비요크는 헤일과 함께 ‘I Remember You’와 ‘Like Someone in Love’의 초기 버전 등을 포함하여 재즈 스탠더드를 녹음하였다. 포스는 또한 비요크에게 올리버 레이크를 소개했고, 레이크의 재즈 그룹과 존 휴스의 영화 내 사랑 컬리 수에 사용하기 위한 재즈 스탠더드 ‘Life Is Just a Bowl of Cherries’를 녹음하였다. 휴스는 음악을 사용하지는 않았지만, 이 음악을 계기로 폭스와 레이크가 각각 “Debut”에서 프로듀싱과 편곡을 맡게 되었다. 비요크는 레이크에게 런던의 세션 색소폰 연주자와 함께 음반을 녹음하기로 계약하였고, ‘Aeroplane’과 ‘The Anchor Song’ 등의 노래에 참여하였다.
처음에 비요크는 여러 명의 프로듀서가 “Debut”에 참여하는 것을 의도하였다. 당시 남자친구였던 도미닉 스럽이 프로듀서 자리에 넬리 후퍼를 소개할 때까지 폭스와 함께 음반을 제작하기로 계획했다. 후퍼는 솔 투 솔과 시네이드 오코너의 음반을 프로듀싱한 경력이 있었고, 비요크는 "넬리는 너무 저의 취향에만 맞춘 것 같은 것 같았습니다. 하지만 그 후 그를 만나고, 그를 알아가면서 그가 가진 기막힌 아이디어를 들을 수 있었습니다"라고 이야기하였다. 비요크와 후퍼가 생각하던 녹음 관련 아이디어가 서로 비슷하였고, 그러면서 매시와 폭스와 함께 하던 제작이 끝났다. 후퍼는 스튜디오 기술자이자 스튜디오 프로그래머인 마리우스 드 브리스를 추천해주었고, 모리스는 “Debut”에 키보드와 신시사이저를 사용하여 현대적 스타일을 나게 하였다. 후퍼는 비요크와 공동으로 프로듀싱한 ‘Like Someone in Love’와 비요크가 홀로 프로듀싱한 ‘The Anchor Song’을 제외하고 음반의 모든 곡을 홀로 프로듀싱하였다. 비요크와 후퍼는 1993년 초 음반이 완성될 때까지 “Debut” 작업을 하며 작업실에서 많은 시간을 보냈다.

## 평가
| 전문가 평가           | 전문가 평가 |
| 평가 점수             | 평가 점수   |
| 출처                  | 점수        |
| --------------------- | ----------- |
| 뉴욕 타임스           | (긍정적)    |
| 로스앤젤레스 타임스   | [ 3 ]       |
| 롤링 스톤             | [ 4 ]       |
| 셀렉트                | 4/5         |
| 엔터테인먼트 위클리   | C           |
| 인디펜던트            | (긍정적)    |
| 필라델피아 인콰이어러 | [ 8 ]       |
| NME                   | 9/10        |
| Q                     | [ 10 ]      |

“Debut”는 음악 평단으로부터 대부분 긍정적인 평가를 받았다. 잡지 Q에서는 별 다섯 개 중 네 개를 주면서 "놀랍고 장난기가 가득한 컬렉션"이라고 표현하였으며, NME의 조니 디는 "음악이 마법적이고 특별할 수 있다고 믿게 해주는 음반"이라고 묘사하면서 10점 중에 9점을 주었다. 인디펜던트의 벤 톰슨은 "음악적인 다양성이 노래의 명확함을 절대로 방해하지 않는, 일련의 놀라운 대조적 편곡을 만들어냈다"라고 호평하였다. 뉴욕 타임스의 사이먼 레이놀즈는 매혹적인 음반이라고 표현하였고, 셀렉트의 앤드류 페리는 5점 중에 4점을 주면서 비요크와 후퍼에게 새로운 땅이 생겼다고 표현하면서 "전혀 다른 행성에서 온 품격 있는 팝송들의 모음집"이라고 호평하였다. 로스앤젤레스 타임스에 리뷰를 쓴 로레인 알리는 "은은한 테크노 비트와 메탈이 이 음반을 구식에 진부하게 들리지 않게 한다"고 호평하며 별 네 개 중 세 개를 주었다. 미셸 로메로는 엔터테인먼트 위클리에 쓴 글에서 C를 주며 "몇몇 곡에서 들리는 숨소리는 슈가큐브스같은 테크노 음악의 기계적인 드론과 대조를 이룬다. 하지만 대부분의 곡은 정신 나간 뮤직박스의 단조롭게 찌르릉대는 것 마냥 짜증나게 들린다"고 부정적인 반응을 내비쳤고, 롤링 스톤의 톰 그레이브스는 완전히 실망스러운 결과라고 말하면서 "로큰롤에 집착하는 것이 아니라 고통스러울 정도로 절충적이다"고 하였고, 후퍼에 대해 "값싼 전자 음악 상술을 사용해 진부함을 벗어나려하는 재능을 방해한다"고 혹평하였다.

## 트랙 리스트
| #            | 제목                                                                       | 작사·작곡              | 프로듀서     | 재생 시간 |
| ------------ | -------------------------------------------------------------------------- | ---------------------- | ------------ | --------- |
| 1.           | 〈Human Behaviour〉                                                        | 비요크 넬리 후퍼       | 넬리 후퍼    | 4:08      |
| 2.           | 〈Crying〉                                                                 | 비요크 후퍼            | 후퍼         | 4:49      |
| 3.           | 〈Venus as a Boy〉                                                         | 비요크                 | 후퍼         | 4:40      |
| 4.           | 〈There's More to Life Than This〉 (Recorded Live at the Milk Bar Toilets) | 비요크 후퍼            | 후퍼         | 3:19      |
| 5.           | 〈Like Someone in Love〉                                                   | 조니 버크 지미 밴 휴슨 | 비요크 후퍼  | 4:30      |
| 6.           | 〈Big Time Sensuality〉                                                    | 비요크 후퍼            | 후퍼         | 4:00      |
| 7.           | 〈One Day〉                                                                | 비요크                 | 후퍼         | 5:26      |
| 8.           | 〈Aeroplane〉                                                              | 비요크                 | 후퍼         | 3:50      |
| 9.           | 〈Come to Me〉                                                             | 비요크                 | 후퍼         | 4:57      |
| 10.          | 〈Violently Happy〉                                                        | 비요크 후퍼            | 후퍼         | 5:02      |
| 11.          | 〈The Anchor Song〉                                                        | 비요크                 | 비요크       | 3:22      |
| 총 재생 시간 | 총 재생 시간                                                               | 총 재생 시간           | 총 재생 시간 | 48:26     |

| #            | 제목         | 작사·작곡    | 프로듀서     | 재생 시간 |
| ------------ | ------------ | ------------ | ------------ | --------- |
| 12.          | 〈Atlantic〉 | 비요크       | 비요크       | 1:59      |
| 총 재생 시간 | 총 재생 시간 | 총 재생 시간 | 총 재생 시간 | 50:25     |

| #            | 제목          | 작사·작곡                      | 프로듀서                       | 재생 시간 |
| ------------ | ------------- | ------------------------------ | ------------------------------ | --------- |
| 12.          | 〈Play Dead〉 | 비요크 데이비드 아놀드 자 워블 | 아놀드 대니 캐넌 팀 시메넌 [a] | 3:56      |
| 총 재생 시간 | 총 재생 시간  | 총 재생 시간                   | 총 재생 시간                   | 52:22     |

| #            | 제목          | 작사·작곡          | 프로듀서               | 재생 시간 |
| ------------ | ------------- | ------------------ | ---------------------- | --------- |
| 12.          | 〈Atlantic〉  | 비요크             | 비요크                 | 1:56      |
| 13.          | 〈Play Dead〉 | 비요크 아놀드 워블 | 아놀드 캐넌 시메넌 [a] | 3:45      |
| 총 재생 시간 | 총 재생 시간  | 총 재생 시간       | 총 재생 시간           | 54:18     |

Notes
- "Human Behaviour"는 안토니오 카를로스 조빔이 쓴 "Go Down Dying"의 샘플이 들어가 있다.
- ^a 는 추가 프로듀서를 의미한다.